# Semiothisa regula
Semiothisa regula är en fjärilsart som beskrevs av Paul Dognin 1900. Semiothisa regula ingår i släktet Semiothisa och familjen mätare. Inga underarter finns listade i Catalogue of Life.